# Unternehmensdelikt
Als Unternehmensdelikt bezeichnet man im deutschen Strafrecht einen Straftatbestand, der hinsichtlich der Deliktsstadien nicht zwischen Versuch und Vollendung unterscheidet. 
Es gibt echte und unechte Unternehmensdelikte. Gemeinsam ist allen Unternehmensdelikten, dass nach der gesetzlichen Wertung der Versuch und die Vollendung gleich strafwürdig und -bedürftig sind und damit aus kriminalpolitischen Gründen die Vollendungsstrafbarkeit vorverlagert wird. Somit begeht bereits derjenige einen vollendeten Hochverrat nach § 81 StGB, der Handlungen vornimmt, die bei Vollendungsdelikten lediglich als Versuch zu werten wären.  Dies hat zur Folge, dass weder die beim Versuch mögliche fakultative Strafmilderung nach § 23 Abs. 2 StGB greift noch ein Rücktritt nach § 24 StGB möglich ist. Allerdings sieht der Gesetzgeber bei den Unternehmensdelikten häufig die Möglichkeit einer tätigen Reue vor und damit die Möglichkeit des Rücktritts vom vollendeten Delikt.
Der Begriff „Unternehmen“ hat hier keinen Bezug zum gleichnamigen Wirtschaftsbetrieb.

## Echte Unternehmensdelikte
Die echten Unternehmensdelikte drücken das durch die Wendung „Wer es unternimmt, …“ aus. Nach der Legaldefinition in § 11 Abs. 1 Nr. 6 StGB meint nämlich das „Unternehmen einer Tat: deren Versuch und deren Vollendung“.
Beispiele für echte Unternehmensdelikte sind in folgenden Rechtsvorschriften enthalten:
- Hochverrat gegen den Bund, § 81 StGB
- Hochverrat gegen ein Land, § 82 StGB
- Vorbereitung eines hochverräterischen Unternehmens, § 83 StGB
- Friedensgefährdende Beziehungen, § 100 StGB
- Volksverhetzung, § 130 Abs. 2 Nr. 2 StGB
- Gewaltdarstellung, § 131 Abs. 1, 2 und 4 StGB
- Delikte im Zusammenhang mit pornographischen Darstellungen, § 184, § 184a, § 184b, § 184c StGB
- Vorbereitung der Fälschung von amtlichen Ausweisen, § 275 StGB
- Verschaffen von falschen amtlichen Ausweisen, § 276 StGB
- Herbeiführen einer Explosion durch Kernenergie, § 307 StGB
- Missbrauch ionisierender Strahlen, § 309  StGB
- Angriffe auf den Luft- und Seeverkehr, § 316c Abs. 1 Nr. 2 StGB
- Verleitung eines Untergebenen zu einer Straftat, § 357 StGB

Beispiele für tätige Reue, also Rücktritt außerhalb des bei Unternehmensdelikten nicht anwendbaren Rücktritts nach § 24 StGB finden sich in den §§ § 83a, § 314a oder § 320 StGB.

## Unechte Unternehmensdelikte
Die unechten Unternehmensdelikte sind dagegen ohne den Begriff des „Unternehmens“ formuliert. Der Tatbestand ist aber so umschrieben, dass typische Versuchshandlungen bereits umfasst sind. Strafbar sind zumeist schon erfolgsgerichtete Tätigkeiten. Sie behandeln ähnlich wie die echten Unternehmensdelikte versuchsähnliche Vorfeldhandlungen als vollendete Tat.
Ob es sich um ein unechtes Unternehmensdelikt handelt, ist eine Frage der Auslegung.
- So kann man etwa in dem Tatbestandsmerkmal des Absetzens der Hehlerei schon die auf den Absatzerfolg gerichtete Tätigkeit umschrieben sehen.
- Ein weiteres Beispiel ist die Wilderei (§ 292 StGB), wobei bereits das Nachstellen des Wildes oder das Fischen allein unter die Tatbestandsmäßigkeit fällt.
- Auch das Hilfeleisten (§ 257 ff. StGB) setzt zur Tatbestandsmäßigkeit nicht voraus, dass das Hilfeleisten auch einen Erfolg für den Begünstigten zur Folge hatte.

Weitere Beispiele sind:
- Widerstand leisten i. S. d. § 113 StGB[8]
- Auffordern zu einer Straftat i. S. d. § 111 StGB
- Vortäuschen einer Straftat i. S. d. § 145d StGB

Die analoge Anwendung von Vorschriften zur tätigen Reue wird hier nach herrschender Meinung aufgrund des Fehlens einer planwidrigen Regelungslücke abgelehnt. Die tätige Reue soll aber dann entsprechend bei der Strafzumessung berücksichtigt werden.
Nach anderer Ansicht soll eine Analogie insbesondere bei der Begünstigung (§ 257 StGB) möglich sein wegen der Ähnlichkeit zur Strafvereitlung (§ 258 StGB), bei der ein Rücktritt vom Versuch möglich ist.